# Kenya International 2008
Die Kenya International 2008 im Badminton fanden vom 28. bis zum 30. März 2008 in Nairobi statt.

## Sieger und Platzierte
| Disziplin    | Gold                                | Silber                        | Bronze                      |
| ------------ | ----------------------------------- | ----------------------------- | --------------------------- |
| Herreneinzel | Chetan Anand                        | José Antonio Crespo           | Edwin Ekiring               |
| Herreneinzel | Chetan Anand                        | José Antonio Crespo           | Ricardo Fernandes           |
| Dameneinzel  | Ana Moura                           | Yoana Martínez                | Karen Foo Kune              |
| Dameneinzel  | Ana Moura                           | Yoana Martínez                | Grace Daniel                |
| Herrendoppel | Georgie Cupidon Steve Malcouzane    | Himesh Patel Patrick Ruto     | Brian Ssunna Wilson Tukire  |
| Herrendoppel | Georgie Cupidon Steve Malcouzane    | Himesh Patel Patrick Ruto     | Herbert Ebayo Daniel Mihigo |
| Damendoppel  | Michelle Edwards Chantal Botts      |                               |                             |
| Damendoppel  | Michelle Edwards Chantal Botts      |                               |                             |
| Mixed        | Greg Orobosa Okuonghae Grace Daniel | Wilson Tukire Mega Nankabirwa | Patrick Kinyua Anitah Alube |
| Mixed        | Greg Orobosa Okuonghae Grace Daniel | Wilson Tukire Mega Nankabirwa | Hamza Varvani Ruhi Shah     |